# 麦芽三糖
麦芽三糖（Maltotriose）為一種三糖，由三個葡萄糖分子組成，並以 α-1,4 糖苷键相鏈接。